# Aequidens michaeli
Espèce
Aequidens michaeli est une espèce de poissons perciformes appartenant à la famille des Cichlidae.